# NGC 5693
NGC 5693 (другие обозначения — UGC 9406, MCG 8-27-6, ZWG 248.11, KUG 1434+488, PGC 52194) — спиральная галактика с перемычкой (SBd) в созвездии Волопас.
Этот объект входит в число перечисленных в оригинальной редакции «Нового общего каталога».